# 大阪出入國在留管理局關西機場支局
大阪出入國在留管理局關西機場支局（日语：／ Ōsaka shutsunyūkoku zairyū kanrikyoku Kansai kūkō shikyoku */?）是一位於日本大阪府泉南郡田尻町的法務省地方支分部局，編制上為大阪入國管理局的支局，負責管轄關西國際機場內的入境事務。根據《出入國管理與難民認定法》的相關規定，該局主管的行政事務包含外國人入出國境事務、滯留、違反手續與難民相關事務的調查。

## 組織架構
- 大阪出入國在留管理局關西機場支局長（官職・入國審查官）
  - 次長（官職・入國審查官）
  - 審查監理官（官職・入國審查官）
  - 總務課
  - 偽造變造文書對策室
  - 首席審查官11人（官職・入國審查官）
    - 審查管理擔當（審查管理部門）
    - 第一審查擔當（第一審查部門）
    - 第二審查擔當（第二審查部門）
    - 第三審查擔當（第三審查部門）
    - 第四審查擔當（第四審查部門）
    - 第五審查擔當（第五審查部門）
    - 第六審查擔當（第六審查部門）
    - 第七審查擔當（第七審查部門）
    - 第八審查擔當（第八審查部門）
    - 第九審查擔當（第九審查部門）
    - 第十審查擔當（第十審查部門）

  - 首席入國警備官（官職・入國警備官）
    - （警備部門）

## 外部連結
- 入国管理局ホームページ（页面存档备份，存于）
- 自動化ゲートの運用について（お知らせ）（页面存档备份，存于） 法務省入国管理局